# Chant de Kumarbi
Le Chant de Kumarbi, également appelé Chant de la Royauté du Ciel ou Théogonie, est le premier des cinq récits composant la théogonie hourrite des Hittites, appelée Cycle de Kumarbi. Il relate la succession au trône céleste – Alalu, Anu, Kumarbi et Tešub – et les combats entre les dieux qui en découlent. 
Le texte nous a été transmis essentiellement par une copie, reconstituée à partir de plusieurs fragments exhumés lors de fouilles à Hattusa, capitale du royaume hittite (env. XVIIIe siècle-XIIe siècle av.J.-C.). Il est répertorié comme le 344e texte du Catalogue des textes hittites d’Emmanuel Laroche (CTH 344). Si le début du récit est très bien conservé, le milieu et la fin sont en revanche très fragmentaires. Le texte devient moins intelligible à partir du moment où Kumarbi accède au trône.  

## Le récit

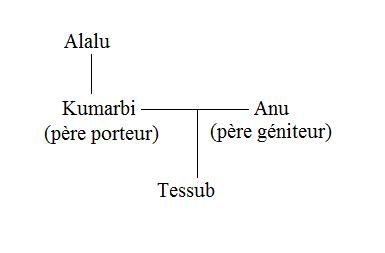
Généaologie divine d'après le Chant de Kumarbi. L'ordre de succession au trône céleste est le suivant : Alalu, Anu, Kumarbi et Tessub.

Il relate la façon dont les dieux primordiaux du panthéon hittite se sont disputé le trône divin :
- Initialement, Alalu était le premier dieu, devant lequel se prosternait Anu, dieu du ciel.

- Au bout de neuf ans, Anu renversa Alalu, qui s’en alla dans la Terre Sombre tandis qu’Anu prenait place sur le trône des dieux à Nippur. Kumarbi, fils d’Alalu, était alors son échanson.

- Au bout de neuf ans, Kumarbi renversa Anu. Il lui mordit les testicules et le sexe, et les avala. Il se trouva ainsi inséminé avec en gestation les dieux Tešub (Orage), Aranzah (le fleuve Tigre) et Tašmišu. Après sept mois d’incubation à l’intérieur de Kumarbi, des dieux aux noms difficiles à déchiffrer tentèrent d’en sortir : "A.GILIM", Suwaliyat et "KA.ZAL" avec pour ce dernier la particularité de sortir par la tête de Kumarbi. Avec l’aide d’Ea, Kumarbi tenta de manger Tešub mais à sa place il mordit un bloc de basalte qui lui cassa des dents et lui abîma la bouche ; Kumarbi « accoucha » de Tešub « du bon endroit » selon la formule du texte hourrite, et les déesses du destin reprisèrent l’ouverture pour restaurer l’intégrité de Kumarbi.

- À l’issue d’une bataille dont le détail est perdu sur des tablettes illisibles, Tešub renversa Kumarbi et devint à son tour roi des dieux, bénéficiant des conseils avisés de son « père » Anu.

## Parallèle avec la Théogonie d’Hésiode
Cette séquence est remarquablement similaire à celle évoquée par Hésiode dans sa Théogonie, où il décrit la succession de trois générations de dieux sur l’Olympe : Ouranos, puis Cronos, puis Zeus. Le parallèle avec les trois derniers dieux du Chant de Kumarbi est flagrant : Anu (fonctionnellement équivalent à Ouranos comme dieu du Ciel), puis Kumarbi (parallèle au Cronos des Grecs, qui trancha le sexe d’Uranos tandis que Kumarbi arracha avec ses dents celui d'Anu), et enfin Tešub, qui était le dieu majeur des Hourrites, dieu de l’orage fonctionnellement équivalent à Zeus, dieu majeur des Grecs porteur de la foudre et du tonnerre,.